# Okday Korunan
Okday Korunan (Istanbul, 5 gennaio 1965) è un attore, scrittore e regista teatrale turco, noto per aver interpretato il ruolo di Salih Turhan nella serie Brave and Beautiful (Cesur ve Güzel).

## Biografia
Nato nel 1965 a Istanbul (Turchia), Okday Korunan ha intrapreso i suoi studi teatrali durante gli anni del liceo. Dopo essersi laureato nel 1988 presso il conservatorio statale dell'Università Mimar Sinan, ha conseguito il master in teatro presso l'Istituto di scienze sociali della stessa università nel 1992 e la sua competenza in arte (dottorato) presso il dipartimento di cinema e televisione dell'Istituto di scienze sociali dell'Università di Marmara nel 1996. Ha preparato la sua tesi di master sull'Educazione alla recitazione sotto la supervisione di Müşfik Kenter.

## Filmografia

### Cinema
- On Kadın, regia di Şerif Gören (1987)
- Zengin Mutfağı, regia di Başar Sabuncu (1988)
- Sokaktaki Adam, regia di Biket İlhan (1995
- Çökertme, regia di Tunca Yönder (1997)
- Osmanlıdan Günümüze Türk Sineması, regia di Tunca Yönder (2000)
- Babba, regia di Y. Yelence (2005)
- Anka Kuşu, regia di Mesut Uçakan (2006)
- Aşk Tesadüfleri Sever 2, regia di Ömer Faruk Sorak & İpek Sorak (2019)
- Dayı, regia di U. Bayraktar (2020)

### Televisione
- Orhan Kemal Hikâyeleri – serie TV (1986)
- Yaz Evi – serie TV (1993)
- Tutkular – serie TV (1994)
- Evimizin İnsanları – serie TV (1997)
- Kibar Ana – serie TV (2002)
- Mihriban – serie TV (2002)
- Günahım Neydi Allahım – serie TV (2003)
- Ömer Seyfettin Hikâyeleri – serie TV (2003)
- Zümrüt – serie TV (2004)
- Yağmur Zamanı – serie TV (2004)
- Tabancamın Sapı – serie TV (2005)
- Babam Çok Değişti Anne – serie TV (2006)
- Dök İçini Rahatla – serie TV (2006)
- Kınalı Kuzular – serie TV (2007)
- Fatih Harbiye – serie TV, 50 episodi (2013)
- Arka Sokaklar – serie TV (2015)
- Kanıt: Ateş Üstünde – serie TV (2016)
- Brave and Beautiful (Cesur ve Güzel) – serie TV, 22 episodi (2016)
- Çocuk – serie TV, 12 episodi (2019)
- Saygı – serie TV, 5 episodi (2020)
- Ömer – serie TV (2023)
- Akif – serie TV, 13 episodi (2023)
- Adı Sevgi – serie TV (2022)
- Dayton – serie TV (2023)
- Prens – serie TV, 2 episodi (2023)

## Teatro

### Attore
- Ayyar Hamza (Ali Bey)
- Küçük Nasreddin (S. Akıllıoğlu)
- Afife Jale (N. Araz)
- Ferhat’ın Yeni Acıları (Y. Pazarkaya)
- Kapıların Dışında (W. Borchert)
- Giydirici (R. Harwood)
- Ferhat İle Şirin (N. Hikmet)
- Jan Dark (B. Shaw)
- Bahar Noktası (W. Shakespeare)
- Julius Caesar (W. Shakespeare)
- Çok Geç Olmadan (C. Boynukara)
- Masal Bahçesi (A.Taygun)
- Gökkuşağı Masalı (L. Güner)
- Kaygusuz Abdal (S. Sanlı)
- Osmanlı Dram Kumpanyası (G. Dilmen)
- Mahmut Bedreddin (M. Akan)
- Ölümsüzler (M.C. Anday)
- Bir Şehnaz Oyun (T. Özakman)
- Pir Sultan Abdal (M. Gökgöz)
- Yağmur Durduğunda (Andrew Bovell)
- Üç Kızkardeş (A. Chekhov)
- Kendi Gök Kubbemiz (Yahya Kemal Beyatlı & Sönmez Atasoy)

### Regista
- İyi Şanslar / TOBAV Afife Jale Sahnesi, 7º Festival Internazionale, scritto da Okday Korunan, presso il teatro di Ankara
- Hiç Kimsenin Öyküsü, scritto da Erdi Mamikoğlu, presso il teatro di stato di Konya
- Kendi Gök Kubbemiz, scritto da Yahya Kemal Beyatlı e Sönmez Atasoy, presso il teatro di stato di Istanbul
- İyi Şanslar, scritto da Okday Korunan, presso il teatro di stato di Istanbul

## Scrittore

### Scenari
- Konfetiler, spettacolo teatrale (1994)
- Geçmişe Ağıt, sceneggiatura del film (1995)
- Sıradan Şeyler, sceneggiatura del film (1996)
- Yolculuk, scrive e gira il cortometraggio (1996)
- İyi Şanslar, spettacolo teatrale (1999)
- Struma Portakal Kokuyor, ha drammatizzato la storia di Tanju Cılızoğlu (2000)
- Hayat Eczanesi, spettacolo teatrale (2001)
- Dullar Partisi, spettacolo musicale (2003)
- Sandalım Sevdaya Bağlı, presso la Sala Municipale di Bahçelievler il 27 marzo, Giornata mondiale del teatro (2008)
- İyi Şanslar, teatro statale di Istanbul
- Mikroplar, spettacolo teatrale (2020)
- Alvero, spettacolo teatrale (2021)
- Paralel Konakta Zaman, spettacolo teatrale (2021)
  - Mayko, spettacolo teatrale (2021)
- Nazım'ın Kedisi, spettacolo teatrale (2023)

### Libri
- 1998: Serzeniş, libro di poesie (Casa Editrice Liman)
- 1999: Yoka Düşen Damlacık, libro di poesie
- 2004: İyi şanslar oyun, (Mitos-Boyut Yayınları)
- 2005: Okday Korunan Toplu Oyunları 1 (Mitos-Boyut Yayınları)
- 2009: Toplu Oyunları II (Mitos-Boyut Yayınları)
- 2009: Oyuna Giden Patika (Artes Yayınları)
- 2010: Yok'a Düşen Damlacık e Hüzün Yürüyüşleri sono stati pubblicati da Yeni Tiyatro Publishing e distribuiti come supplemento al libro nel 19° numero
- 2012: Zamansız Sorular 415 e Zamansız Yazılar
- 2024: Zamansiz Oyunlar I_II (Agah Yayınları)

## Doppiatori italiani
Nelle versioni in italiano dei suoi film e delle sue serie TV, Okday Korunan è stato doppiato da:
- Ambrogio Colombo[8] in Brave and Beautiful[9]

## Riconoscimenti
- Due delle sue opere sono state ritenute meritevoli di essere esposte al Concorso di Fotografia dell'Associazione dei Farmacisti (1996)
- Ha ricevuto il 33º Premio speciale İsmet Küntay Theatre per la sua interpretazione nell'opera teatrale Bir Şehnaz Oyun (2008)
- È stato nominato come miglior attore dalla giuria degli smail Dümbüllü Theatre Awards della municipalità di Üsküdar per il suo ruolo di Baron Refik nella produzione dell'Istanbul State Theatre di A ehnaz Oyun di Turgut Özakman (2008)
- Ha ricevuto il 36° smet Küntay Best Actor Award per la sua interpretazione nell'opera teatrale Pir Sultan Abdal (2011)
- Per il suo ruolo di Andrey nella commedia Three Sisters , è stato insignito dei Labour and Success Awards 2014 della New Theatre Magazine, attore dell'anno in un ruolo secondario (2014)
- Ha ricevuto il 43° smet Küntay 'Best Director Award' per la sua direzione nella produzione intitolata Nobody's Story (2018)
- La sua recitazione e direzione nella produzione di Our Own Sky Kubbe è stata ritenuta degna del 19° Direk inter Best Play Award in Painting (2019)
- 25° Türkan Kahramankaptan è stato insignito del Best Actor Award per la sua recitazione nella produzione di Our Own Sky Dome (2019)
- 45° İsmet Küntay Premio drammaturgo per la sua scrittura di successo nella commedia Buona fortuna (2020)